# Liceo ginnasio statale Alessandro Manzoni
Il liceo ginnasio statale "Alessandro Manzoni", conosciuto precedentemente come regio liceo–ginnasio "Alessandro Manzoni", è un liceo italiano avente sede a Milano in via Orazio 3.
È il terzo liceo classico fondato a Milano, dopo i licei "Beccaria" e "Parini" – eredi, rispettivamente, delle Scuole Arcimbolde e del ginnasio di Brera, entrambi costituiti in regi licei del neonato Stato unitario italiano nel 1865.

## Storia

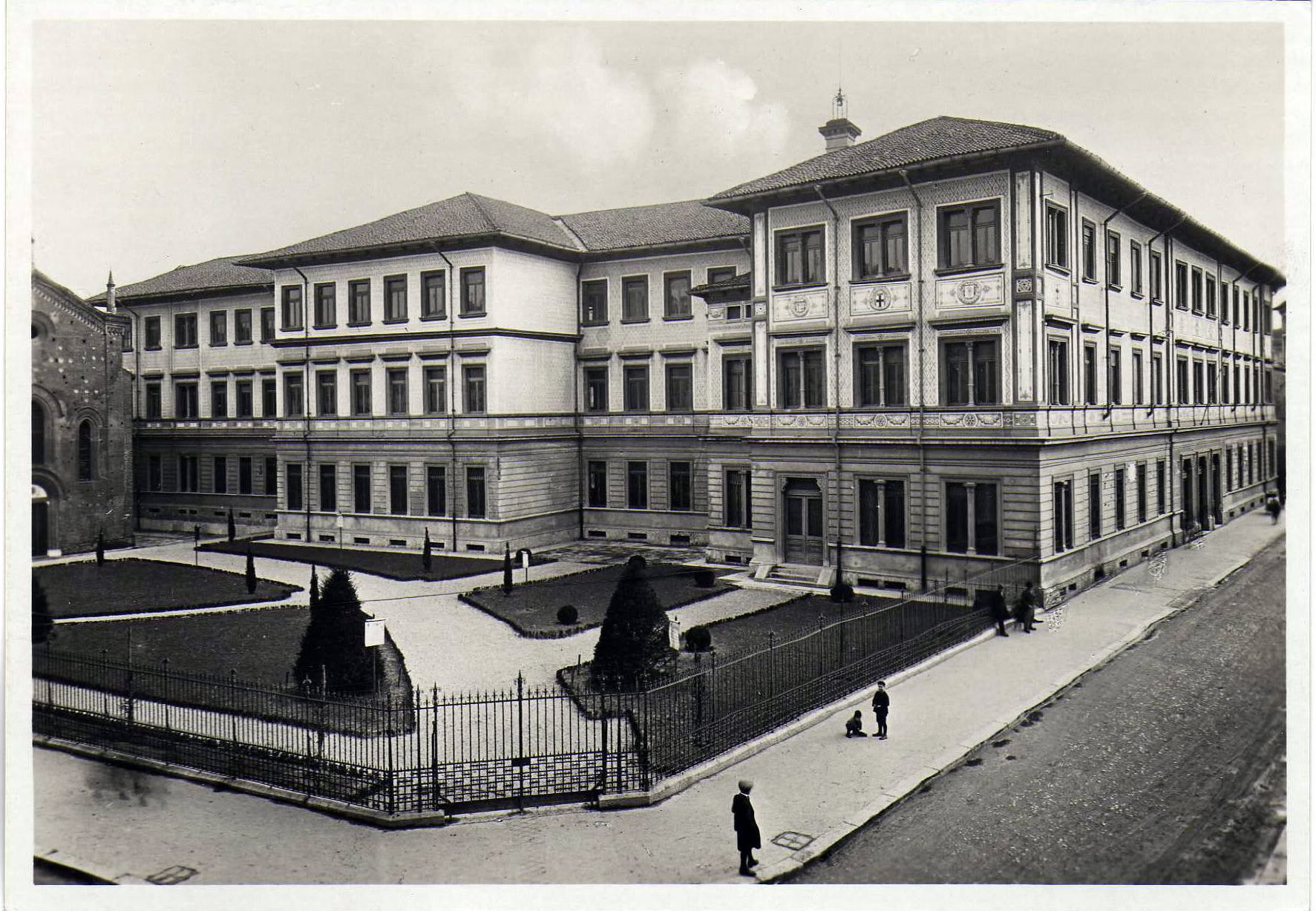
Il regio liceo-ginnasio Manzoni negli anni '20 del XX secolo (Via Orazio ang. Via Lanzone)

Venne istituito, come terzo regio liceo di Milano, col Regio Decreto nº 2481 del 17 febbraio 1884 da una scissione del "Beccaria", a poco più di dieci anni dalla morte di Alessandro Manzoni, con l'obiettivo di incominciare l'insegnamento a partire dall'anno scolastico 1884/1885. 
Inizialmente si era pensato di porre il nuovo istituto in un edificio di via Sant'Orsola, tuttavia la Giunta comunale abbandonò l'idea poiché la ristrutturazione non poteva essere conclusa prima dell'inizio dell'anno scolastico. Il regio liceo Manzoni, dunque, ebbe come sede dal 1884 al 1887 via Circo 4 e dal 1887 via Cappuccio 2. 
Nel 1913, visto il continuo aumento della popolazione scolastica, iniziarono i lavori della struttura attuale tra via Lanzone e via Caminadella, costruendola su alcune proprietà dell'ospedale maggiore sulle quali fino al XVIII secolo sorgeva un convento femminile. Il nucleo centrale della nuova sede fu completato nel luglio 1913 e il 30 settembre il Liceo si trasferì nella neonata via Orazio. Nel 1921 venne edificata la palestra, mentre l'aula magna venne aggiunta nel 1935, in occasione del cinquantesimo anniversario dell'apertura.
Durante la grande guerra, tra ex studenti e studenti richiamati, vi furono 63 caduti.
Fra il 1913 e il 1914 si aggiunse una sezione di liceo moderno, dove si insegnavano prevalentemente lingue moderne e materie scientifiche, accanto al liceo classico, concentrato sullo studio del latino e del greco. Dal 1923, con la riforma Gentile che soppresse il liceo moderno, via Orazio 3 ospitò solamente il liceo classico. Nel 1940 divenne definitivamente una scuola superiore.
Nel 1938, a causa delle leggi razziali, il Manzoni perse 67 studenti. 
Durante la guerra l'edificio venne colpito dai bombardamenti, subendo danni gravi ma non irrimediabili. 

### Il secondo dopoguerra
A partire dal 1946 le classi divennero tutte miste. La presenza femminile al "Manzoni" superò quella maschile negli anni '60.
Nei primi anni sessanta, con la nascita della scuola media unica, le prime tre classi del ginnasio furono trasformate nella scuola media "Giulio Cesare", con sede nello stesso edificio del liceo, ma con ingresso da via Lanzone. Col crescere della popolazione scolastica, l'edificio non poté più contenere entrambe le scuole e, a partire dall'anno scolastico 1965-1966, la scuola media venne trasferita nella sede di via Santa Croce. Nel 1972, per ovviare alla grande quantità di studenti (vi erano 58 classi), fu allestita una succursale in via Ariberto 15, dalla quale l'anno dopo nacque il liceo Tito Livio.
Il 6 marzo 1968 avvenne la prima occupazione del liceo, terminata dopo un giorno per via dello sgombero da parte della polizia.
Durante il Sessantotto e gli anni settanta, fiorirono numerosi giornali scolastici degli studenti e numerose furono le iniziative della contestazione, come occupazioni e collettivi. Esiste tuttora un'associazione studentesca, erede di quel periodo, chiamata "Collettivo Politico Manzoni" (o "CPM").

## Pubblicazioni e iniziative
Nel tempo i docenti e gli studenti del Manzoni hanno dato vita a varie pubblicazioni periodiche, di diverso stile e orientamento, collegate alla vita e agli interessi culturali dell'istituto. Si segnalano in particolare:
- tra le due guerre, l'Annuario [del] r. Liceo-Ginnasio a. Manzoni in Milano (Milano: Soc. Tip. Edit. Porta), attivo soprattutto negli anni venti e trenta (il primo numero è del 1924/25);
- Il fiammifero, durante la guerra;
- tra gli anni cinquanta e il Sessantotto, il Sandrino, definito dapprima "periodico studentesco del liceo ginnasio A. Manzoni" e, successivamente, "periodico dell'A.S.Ma." (l'A.S.Ma., "Associazione Studenti Manzoniani", si dissolse nel Sessantotto e con essa terminò anche il giornalino, il cui primo numero risale al 1951);
- in tempi più recenti, Gli Stornelli del Manzoni (2004-2008), Il Culto (2008-2010), La Testata (2010-2014) e L'Urlo (dal 2014).[19]

Dal 2013, con altri istituti superiori milanesi come il liceo classico "Giosuè Carducci", l'IIS "Carlo Cattaneo", l'ITAS "Giulio Natta", il liceo scientifico "Alessandro Volta" e altri, partecipa al Festival '"Rete Teatro".

## L'edificio
La facciata dell'edificio di via Orazio è in stile neorinascimentale lombardo. Nel 1999 fu oggetto di restauro.